# Sydafrikas herrlandslag i rugby union
Sydafrikas herrlandslag i rugby union, kallas även Springboks, representerar Sydafrika i rugby union på herrsidan. Laget har varit med i alla världsmästerskap som hittills har spelats (förutom 1987 och 1991 då landet ej fick delta på grund av politiska skäl) och blev världsmästare  1995, 2007 2019 och 2023. 
Laget spelade sin första match den 30 juli 1891 i Port Elizabeth, och förlorade med 0-4 mot Storbritannien. Årligen deltar laget i fyrnationsturneringen The Rugby Championship tillsammans med Argentina, Australien och Nya Zeeland.

### Fotnoter
1. ↑  ”Rugby International”. http://www.rugbyinternational.net/countries/south-africa-xv.htm. Läst 26 augusti 2011.